# 맥파랜드 앤 컴퍼니
맥파랜드 앤 컴퍼니(McFarland & Company, Inc.)는 노스캐롤라이나주 제퍼슨에 본사를 둔 미국의 독립 도서 출판사로 학술 및 참고 작품은 물론 일반 성인용 논픽션을 전문으로 다루고 있다. 사장은 론다 허먼(Rhonda Herman)이다. 현재 편집장은 스티브 윌슨이다. 맥파랜드의 전 사장이자 현 명예 사장은 1979년에 회사를 설립한 로버트 프랭클린이다. 맥파랜드는 약 50명의 직원을 고용하고 있으며 2019년 현재 7,800개의 타이틀을 출판했다. 맥파랜드의 초기 인쇄본은 책당 평균 600부이다.

## 소재
맥파랜드 앤드 컴퍼니는 주로 도서관 판매에 중점을 두고 있다. 또한 틈새 카테고리의 매니아들과 연결하기 위해 다이렉트 메일링을 활용한다. 이 회사는 스포츠 문학, 특히 야구 역사뿐만 아니라 체스, 군사 역사, 영화에 관한 책으로도 유명하다. 2007년에 마운틴 타임스는 맥파랜드가 매년 약 275개의 학술 논문과 참고 도서 제목을 출판한다고 썼다. 로버트 리 브루어(Robert Lee Brewer)는 2015년에 그 수가 약 350명이라고 보고했다.